# Aguirre (paroisse civile)
Pour les articles homonymes, voir Aguirre.
Aguirre est l'une des deux divisions territoriales et statistiques et l'unique paroisse civile de la municipalité de Maneiro dans l'État de Nueva Esparta au Venezuela. Sa capitale est El Pilar.